# Eleven All Stars
Le Eleven All Stars est un match de football opposant des personnalités d'Internet crée par le vidéaste et streameur AmineMaTue. Opposant la France à l'Espagne, le match aller a lieu le 19 novembre 2022 au stade Jean-Bouin de Paris. Un match retour, nommé El Partidazo 5, est disputé le 12 octobre 2024 au Cívitas Metropolitano de Madrid.
Un mois après le GP Explorer organisé par Squeezie et qui avait établi un nouveau record de viewers sur Twitch, le match aller bat une nouvelle fois le record francophone d'audience, avec un pic à 1 155 060 téléspectateurs. Le 9 septembre 2023, ce record est finalement battu par le GP Explorer 2.

## Éditions

### Eleven All Stars(2022)
Organisé par l'agence de production évènementielle ACE avec les moyens techniques d'AMP VISUAL TV, le spectacle est produit en partenariat avec le groupe Webedia, et l'agence smash. L'édition 2022 oppose des streameurs français et espagnols. Partenaire de l'événement, Canal+ est présent avec son journaliste Laurent Paganelli qui effectue des interviews au bord du terrain. Côté espagnol, elle est commentée par M. Angel Roman, Xokas et Axel Martinez. Le match est filmé par 24 caméras, plus que pour une rencontre de phase de groupe de Ligue des champions de l'UEFA.
Le match se dispute à guichets fermés, devant 20 000 personnes,. L'équipe de France rassemble 21 joueurs et est entraînée par Kameto et Saïd Dorbani de Pieds Carrés. L'équipe d'Espagne, composée de 19 joueurs,, est dirigée par Ibai Llanos et Jordi. L'opposition entre les deux équipes est la continuité d'une rivalité franco-espagnole créée dans le jeu vidéo en ligne et dans le sport, et le prolongement de la Pixel War qui s'est tenue début avril 2022,.
Avant le début du match, un concert est assuré par Niska, SDM, Koba LaD et Gazo. Devant son public, La France s'impose sur le score de 2 buts à 0, des réalisations de Sacha Borg d'une tête décroisée à la 26e minute puis de Bruce Grannec sur une frappe contrée à la 76e minute. La rencontre, diffusée sur Twitch, bat le record d'audience d'une chaîne francophone sur la plateforme avec un pic d'1,16 million de spectateurs ; la diffusion espagnole, sur YouTube, connaît un pic d'audience autour des 600 000 spectateurs. Le match s'est conclu dans la tension, avec une expulsion du joueur espagnol Telmo et une échauffourée juste avant le coup de sifflet final.
Au lendemain de la rencontre, le joueur de football international français Antoine Griezmann, au Qatar pour y disputer la Coupe du monde, félicite les créateurs de contenus français pour leur victoire dans l'émission de télévision Téléfoot,.
| Entraîneur :                       |
| Kameto Saïd Dorbani (Pieds Carrés) |

| Entraîneur :      |
| Ibai Llanos Jordi |

| Entraîneur :                       |
| Kameto Saïd Dorbani (Pieds Carrés) |

| Entraîneur :      |
| Ibai Llanos Jordi |

### El Partidazo 5(2024)
Le 25 août 2024, un match retour est annoncé pour le 12 octobre 2024 au Cívitas Metropolitano de Madrid,. Ce match ne porte cependant pas le nom Eleven All Star mais El Partidazo 5. Le groupe français est composé de 20 joueurs contre 24 chez les Espagnols.
La rencontre se dispute devant 30 000 personnes. Après avoir inscrit un but en première mi-temps grâce à une frappe de Robledo à la 24e minute de jeu, les Espagnols transforment un penalty tiré par DjMaRiiO au bout du temps additionnel,.
| El Partidazo 5        | Espagne                                       | 2 - 0   | France                            | Cívitas Metropolitano Madrid                                                   |                                                                                |
| 12 octobre 2024 19h00 | Robledo 24e · DjMaRiiO 90+9e (pen.)           | (1 - 0) |                                   | Spectateurs : 30 000 Diffuseur : Twitch et YouTube Arbitrage : Cristóbal Soria | Spectateurs : 30 000 Diffuseur : Twitch et YouTube Arbitrage : Cristóbal Soria |
| 12 octobre 2024 19h00 | Jonata 47e · Telmo 49e, 89e · DjMaRiiO 90+10e |         | 49e SDM · 67e Alonz · 79e Inoxtag | Spectateurs : 30 000 Diffuseur : Twitch et YouTube Arbitrage : Cristóbal Soria | Spectateurs : 30 000 Diffuseur : Twitch et YouTube Arbitrage : Cristóbal Soria |

## Palmarès
| Date             | Équipe 1 | Résultat | Équipe 2 |
| ---------------- | -------- | -------- | -------- |
| 19 novembre 2022 | France   | 2 - 0    | Espagne  |
| 12 octobre 2024  | Espagne  | 2 - 0    | France   |

## Polémiques

### Match aller
Le match aller est critiqué sur les réseaux sociaux comme étant misogyne du fait que l'équipe de France et l'équipe d'Espagne sont intégralement composées d'hommes. Cette polémique a été débattue sur Twitter par plusieurs personnes dont des streamers tels que Ponce qui a critiqué non pas l'évènement mais certains des participants de celui-ci. Amine a tenté de donner une explication à cela : « Si j’invite une fille je veux la mettre dans les meilleures dispositions. Je n’ai pas envie de foutre une meuf dans la merde, sur un grand terrain où il y aura je ne sais combien de mecs affûtés ».

### Match retour
Lors du match retour qui a lieu le 12 octobre 2024, la rencontre est marquée par une interruption d'une dizaine de minutes suite à des agissements racistes,,. Un spectateur est accusé par les Français d'avoir mimé des gestes de singe au joueur de l’équipe de France des streamers, Brawks. En signe de protestation, les joueurs français décident de quitter la pelouse et de rentrer au vestiaire, avant de revenir quelques minutes plus tard pour disputer le reste de la rencontre,. Durant l'interruption, Brawks décide de prendre la parole pour s'exprimer : « C'est la première fois que je suis victime de racisme. Ça n'a pas sa place dans le sport ». Au moins un supporter a été exclu du stade. Amine critique aussi la timide prise de parole de l'organisateur de l'évènement DjMariio face aux gestes racistes d'une partie du public
Cependant les polémiques sur ce match ont été bien plus portées sur l'extra sportif, Amine s'est plaint du nombre de nouveaux joueurs espagnols qui étaient au nombre de 13, lui qui avait demandé à avoir un roster très similaire au match aller. Beaucoup de supporters et quelques joueurs ont aussi critiqué l'arbitre du match, qui a été jugé très irrégulier sur ses choix ; ils critiquent surtout un hors-jeu sifflé contre la France vers la fin du match alors qu'il y aurait pu y avoir un penalty pour l'égalisation à cause d'une main espagnole au même moment.